# Cadid
Dalit ist eine Insel und Bestandteil der Gruppe der Caluya-Inseln, welche sich in der philippinischen Provinz Antique befindet.

## Lage und Geographie
Die Insel liegt südwestlich der Insel Caluya und hat eine Entfernung von ca. 745 m zur Insel Villariz. Der Hafen von Semirara befindet sich ca. 1 km entfernt im Südosten. Im Nordwesten beträgt die Entfernung zur Insel Dalit ca. 728 m. Auf dem Hauptteil beträgt die größte Entfernung von Norden nach Süden ca. 124 m. Von Westen nach Osten beträgt der breiteste Weg ca. 111 m. Außer einem kleinen Fleck Sandstrand im Osten und den Felsklippen im Westen ist der Rest der Insel mit Wald bewachsen. Größere Erhebungen gibt es nicht.